# Sharper
Sharper (conocida en España como Embaucadores y en Hispanoamérica como Sharper: un plan perfecto) es una película de suspenso psicológico estadounidense realizada en 2023 y dirigida por Benjamin Caron. La película está escrita por Brian Gatewood y Alessandro Tanaka y protagonizada por Julianne Moore (quien también se desempeñó como productora), Sebastian Stan, Justice Smith, Briana Middleton y John Lithgow.
Sharper se estrenó en cines elegidos de los Estados Unidos el 10 de febrero de 2023 por la empresa A24, antes de su lanzamiento por Apple TV+ el 17 de febrero de 2023.

## Argumento
El argumento se desarrolla en varios capítulos:
Tom
Tom es el dueño de una librería en la ciudad de Nueva York donde vende libros usados. Un día, una mujer llamada Sandra entra buscando un libro y, tras rechazar inicialmente sus invitaciones, los dos comienzan un romance. Unas semanas después de su relación, Sandra le cuenta a Tom que su hermano está endeudado y debe pagar $ 350.000 o morir. Tom le revela que su padre es rico y se ofrece a pagarle la deuda. Después de proporcionarle el dinero a Sandra, ella desaparece, lo que empuja a Tom a una crisis nerviosa.
Sandra
El pasado de Sandra se revela como el de una persona en libertad condicional con un largo historial criminal. La noche previa a su relación con Tom se encuentra con la oficial de su libertad condicional que, tras una revisión de su comportamiento, intenta extorsionarla por dinero. Un hombre las observa. Aparentemente rico, Max, en realidad un estafador, paga a la oficial. Toma a Sandra como socia y la entrena para realizar timos. Tras lograr su primer timo juntos, ambos empiezan a besarse.
Max
Antes de su asociación con Sandra, Max visita a su madre, Madeline, que vive con su nuevo novio, el multimillonario Richard Hobbes, en el lujoso apartamento de Richard. Max, que parece borracho y beligerante, convence a Madeline para que le permita quedarse en el apartamento de Richard. Al día siguiente, Madeline y Richard llegan a casa y Max aparentemente es arrestado por solicitar drogas a un oficial de policía encubierto. Madeline rápidamente se da cuenta de que Max está realizando una estafa para que Richard le pague al oficial, el socio de Max, Tipsy. Madeline obliga a Max a abandonar el apartamento, pero después se desvela que Madeline y Max son amantes, no madre e hijo, y tienen como objetivo a Richard.
Richard se encuentra con Max, que exige el salario de un año en efectivo para dejar a Madeline sola para estar con Richard. Mientras se reúne con él, Max también conoce al hijo de Richard, Tom, que aún no ha conocido a Sandra. Max, Madeline y Tipsy celebran un trabajo exitoso, pero esa noche, Madeline le dice a Max que Richard quiere casarse con ella y que se quedará con él. Max huye de la policía que ha llamado Madeline y se va con el dinero.
Madeline
Richard muere, dejando la gran mayoría de su patrimonio a Madeline. Debido a las dudas de Richard sobre Tom después del incidente con Sandra, a Tom solo le queda la librería. También ha sido nombrado presidente de la fundación de Richard, mientras que Madeline es fideicomisaria.
Tom contrata a un viejo amigo de la familia, Braddock, para localizar a Sandra. A pesar de los intentos de Madeline de convencer a Tom para que suspenda la investigación, se encuentra a una Sandra muy adicta a la heroína. Tom quiere que se quede en el apartamento mientras se desintoxica, pero Madeline se muestra reacia. Habla con Sandra, que le revela que sabe de la conexión entre Madeline y Max. A cambio de su silencio, Sandra exige que Madeline rastree a Max para poder confrontarlo por haberla abandonado.
Max acepta reunirse con Sandra y Madeline. Durante la reunión, Tom y Braddock llegan para confirmar las sospechas de Tom de que los tres habían estado trabajando juntos. Tom apunta con un arma a Sandra, luego a Madeline. Sandra quita el arma de las manos de Tom, y Madeline la recoge, que, aparentemente dispara y mata a Tom después de que él la obliga a apuntarle con el arma y apretar el gatillo. Desesperada por evitar la cárcel, Madeline transfiere inmediatamente todo el dinero a la fundación de Richard.
Madeline, Max y Sandra se suben a un avión a la ciudad de Oklahoma. Madeline le recuerda a Max que conservará el control del dinero, ya que Tom está muerto y ella es la administradora de la fundación de Richard. Después de que Sandra, angustiada, se retira al baño, Madeline se da cuenta de que la sangre en su manga no es real, lo que significa que Tom está vivo. Cuando Madeline revisa el baño, Sandra no está.
Sandy
Se revela la verdadera naturaleza de la trama: Sandra, que prefiere llamarse "Sandy", le confiesa la verdad a Tom y los dos idean un plan para estafar a Madeline y Max, reclutando a Tipsy y su compañera Goldie, que se hizo pasar por "Braddock", para que los ayuden. La reunión entre Sandra y Max estaba planeada, al igual que el aparente disparo de Tom a las manos de Madeline. Dado que Tom todavía está vivo, mantiene el control sobre la fundación y el dinero. Tom, Sandra, Tipsy y Goldie se reúnen en la librería para celebrar su éxito. Tom y Sandra comienzan a reavivar su relación.

## Reparto
- Julianne Moore como Madeline.
- Sebastian Stan como Max.
- Justice Smith como Tom.
- Briana Middleton como Sandra.
- Darren Goldstein como Pat Braddock.
- John Lithgow como Richard Hobbes.
- Phillip Johnson Richardson como Detective "Tipsy" Collins
- Kerry Flanagan como Larusso.
- David Pittu como David/abogado.
- Quincy Dunn-Baker como William Tyler.
- Hannah Dunne como Brenda.
- Giullian Yao Gioiello como Jack.

## Producción
En marzo de 2021, se anunció que A24 produciría la película para Apple TV+, dirigida por Benjamin Caron y protagonizada por Julianne Moore, basada en un guion escrito por Brian Gatewood y Alessandro Tanaka que formó parte de la Lista Negra de guiones de 2020 que no se estrenará en los cines durante este año calendario. En julio de 2021, Sebastian Stan se agregó al elenco, y Justice Smith y Briana Middleton se unieron en agosto. En septiembre, se eligió a John Lithgow y el rodaje comenzó el 13 de septiembre en la ciudad de Nueva York.

## Estreno
Embaucadores se estrenó en cines selectos de los Estados Unidos el 10 de febrero de 2023, por A24, y el 17 de febrero de 2023 se estrenó en Apple TV+.

## Recepción
En el sitio web del agregador de reseñas Rotten Tomatoes, el 72% de las 120 reseñas de los críticos son positivas, con una calificación promedio de 6.6/10. El consenso del sitio web dice: "Aunque nunca se acerca a las alcaparras clásicas que busca emular, Embaucadores es lo suficientemente elegante e inteligente como para pasar el tiempo." En Metacritic, la película presenta una puntuación de 64 sobre 100 según 34 críticos, lo que indica "críticas generalmente favorables"..